# Виламет (река)
Виламет (енгл. Willamette River) је река која протиче кроз САД. Дуга је 301 km. Протиче кроз америчку савезну државу Орегон. Улива се у Колумбију.